# كفريتا
كفريتا قرية فلسطينيّة مهجّرة تقع في سهل عكّا، غربيّ شفاعمرو وقريبة جدًّا منها، وشرقيّ حيفا، وكذلك تقع من غربيّ قرى هوشة والكساير ووعرة السريس. هجّرت القرية عام 1925 وأقام الصهاينة في البداية مصنعًا الذي اتخذته عصابتهم مكانًا لهم وللضغط على السكّان وتهجيرهم فيما بعد، إلى لبنان وشفاعمرو. يقوم على أنقاض القرية اليوم مستوطنة كريات آتا وهي تشويه ومحو للاسم العربيّ كفريتا أو كفرعطا.